# 会津屋清助
会津屋 清助（あいづや せいすけ、生没年不詳）は、江戸時代後期の商人。会津屋八右衛門の父。

## 経歴・人物
石見浜田藩の廻船問屋。船で江戸へ向かう途中、紀州沖で遭難する。オランダ船に救われ、スマトラ、シャム、呂宋を経由して、文政5年（1822年）長崎に戻った。 